# Rosenkamp (Solingen)
Rosenkamp ist ein aus einer Hofschaft hervorgegangener Wohnplatz im Solinger Stadtteil Wald. Heute tragen die Rosenkamper Straße sowie die Grundschule Am Rosenkamp den Namen des Ortes, die Ortsbezeichnung ist ansonsten nicht mehr gebräuchlich.

## Lage und Beschreibung
Rosenkamp liegt südlich der unteren Friedrich-Ebert-Straße (Landesstraße 85) südwestlich des Walder Ortskernes. Die ursprünglichen Hofgebäude befanden sich etwa in Höhe der Hausnummer 12 bis 18 an der Rosenkamper Straße. An der Stelle des einstigen Hofes befinden sich heute vorwiegend gründerzeitliche und nachkriegszeitliche Wohnhäuser, an der oberen Rosenkamper Straße auch Industrie. Benachbarte Orte sind bzw. waren (von Nord nach West): Wald, Capelle, Wiedenkamp, Loch, Heidufer, Tiefendick, Pfaffenbusch, Scheuer und Altenhof.

## Etymologie
Der Ortsname Rosenkamp ist wahrscheinlich von Roß/Ross (= Pferd) abgeleitet, das Suffix -kamp bezeichnet ein Feld bzw. eine Weide, vermutlich also eine Pferdeweide.

## Geschichte
Der Ort lässt sich bis in das frühe 18. Jahrhundert zurückverfolgen, die erste urkundliche Erwähnung datiert auf das Jahr 1713, in dem ein Dietrich Brückmann auf'm Rosenkamp im Taufbuch der reformierten Gemeinde Wald erwähnt wird. Im Jahre 1715 in der Karte Topographia Ducatus Montani, Blatt Amt Solingen, von Erich Philipp Ploennies ist der Ort als Rofskamp verzeichnet. Die Topographische Aufnahme der Rheinlande von 1824 verzeichnet den Ort unbenannt und die Preußische Uraufnahme von 1844 als Rosenkamp. In der Topographischen Karte des Regierungsbezirks Düsseldorf von 1871 ist der Hof ohne Namen verzeichnet.
Nach Gründung der Mairien und späteren Bürgermeistereien Anfang des 19. Jahrhunderts gehörte der Ort zur Honschaft Merscheid innerhalb der Bürgermeisterei Merscheid, die 1856 zur Stadt erhoben und im Jahre 1891 in Ohligs umbenannt wurde. Zum 30. August 1893 wurden im Einflussbereich des Lochbachtales Grenzkorrekturen zwischen Ohligs und Wald vorgenommen. So gelangte unter anderem Rosenkamp unter die Verwaltung der benachbarten Bürgermeisterei Wald. Mit der Städtevereinigung zu Groß-Solingen im Jahre 1929 wurde Rosenkamp ein Ortsteil Solingens.
1815/16 lebten 20, im Jahr 1830 23 Menschen im als Weiler bezeichneten Wohnplatz. 1832 war der Ort weiterhin Teil der Honschaft Merscheid innerhalb der Bürgermeisterei Merscheid, dort lag er in der Flur V. Merscheid. Der nach der Statistik und Topographie des Regierungsbezirks Düsseldorf als Hofstadt kategorisierte Ort besaß zu dieser Zeit vier Wohnhäuser und drei landwirtschaftliche Gebäude mit 24 Einwohnern, davon einer katholischen und 23 evangelischen Bekenntnisses. Die Gemeinde- und Gutbezirksstatistik der Rheinprovinz führt den Ort 1871 mit elf Wohnhäusern und 90 Einwohnern auf.
Die Im Ort befindliche Grundschule Am Rosenkamp wurde am 1. April 1911 als evangelische Volksschule eingeweiht. Das Schulgebäude mit der Adresse Heidstraße 11 ist noch vorhanden. Es steht seit 30. Oktober 1984 unter Denkmalschutz. Der restliche Ort ging in den sich von Norden her ausbreitenden Wohnvierteln der Stadt Wald restlos auf. Bis auf den Straßennamen ist die Ortsbezeichnung heute nicht mehr im Stadtplan verzeichnet und auch nicht mehr gebräuchlich.